# Protasowo (rejon lambirski)
Protasowo (ros. Протасово, czecz. Протасово) – wieś (ros. село, trb. sieło) w środkowej Rosji, wiejskie centrum administracyjne w Rejonie lambirskim w Republice Mordowii.
Wieś położona jest nad rzeką Amorda, 42 km od administracyjnego centrum rejonu (Lambir). W 2010 r. miejscowość liczyła sobie 369 mieszkańców.